# Театр в Эпидавре
Теа́тр в Эпида́вре (греч. Θέατρο της Επιδαύρου) — наиболее хорошо сохранившийся из древнегреческих театров, действующий и при этом выделяющийся исключительной акустикой и эстетикой. Расположен в Эпидавре вблизи Асклепиона недалеко от малого города Лигуриона.

## История
Античный древнегреческий театр был построен между 340 и 330 годами до н. э. По Павсанию, архитектором был Поликлет Младший из города Аргоса. Театр был построен для развлечения знати асклепиона в Эпидавре — считалось, что театр благоприятно влияет на психическое и физическое здоровье пациентов. Древний театр вмещал более 15 000 зрителей и был разделён на две части: 21 ряд с местами для обычных людей и 34 нижних ряда для священников и правителей.
Древний театр был открыт после раскопок, которые провёл археолог Панагис Кавадиас (Παναγιώτης Καββαδίας), под эгидой Афинского археологического общества в период 1870—1926 годов.
Несколько лет спустя, в 1938 году театр принял первый после археологических работ спектакль. Это была постановка трагедии Софокла «Электра» с Катина Паксино и Елени Пападаки в главных ролях. Выступления прекратились из-за Второй мировой войны. В начале 1950-х годов были проведены реставрационные работы, чтобы иметь возможность принимать большее количество зрителей, и с 1955 года в Эпидавре проводится театральный фестиваль, каждое лето демонстрирующий постановки на сцене античного театра. В рамках фестиваля в Эпидавре участвовали некоторые из величайших греческих и зарубежных артистов, в том числе известная греческая оперная певица Мария Каллас.